# E-newspaperarchives.ch

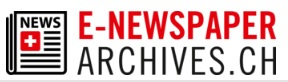
Logo von e-newspaperarchives.ch, der Plattform digitalisierter Schweizer Zeitungen

e-newspaperarchives.ch, kurz e-npa.ch, ist eine von der Schweizerischen Nationalbibliothek (NB) betriebene Open-Access-Plattform für digitalisierte Zeitungen aus der Schweiz. Bei der Digitalisierung gedruckter Zeitungsbestände arbeitet die NB mit Schweizer Bibliotheken, Verlagen und anderen Kooperationspartnern zusammen.

## Geschichte
e-npa.ch ist die Nachfolgeplattform von Schweizer Presse Online (Presse suisse en ligne). Diese Vorgängerlösung war 2011 von der NB und der Mediathek Wallis mit dem Aufschalten des digitalisierten Confédéré begründet worden. Verschiedene Institutionen, die Zeitungen digitalisieren und öffentlich verfügbar machen wollten, äusserten darauf das Bedürfnis nach einer zentralen Plattform für die Präsentation und den Zugang zu den Digitalisaten. Entsprechend integrierten mehrere Kantone ihre digitalisierten Zeitungen in die neue Plattform.
2017 beschlossen die Partnerinstitutionen die Weiterentwicklung der Plattform. Dies hatte 2018 die Migration auf ein neues System und den Auftritt unter dem neuen Namen und der neuen Adresse e-newspaperarchives.ch zur Folge.
Im April 2019 wurde das International Image Interoperability Framework (IIIF) als Standard in e-npa.ch implementiert.

## Angebot
In April 2024 enthielt e-npa.ch 180 Zeitungstitel aus allen vier Sprachregionen der Schweiz. Es kommen laufend neu digitalisierte Zeitungen dazu.
Bei einzelnen Titeln ist der Zugriff auf ältere Jahrgänge beschränkt; bei der NZZ beträgt die Sperrfrist (Moving Wall) 25 Jahre seit Erscheinen. Das heisst, dass die entsprechenden Daten auf e-npa.ch vorläufig gesperrt sind.
Die Volltextsuche mit Stichworten, das Blättern sowie die meisten anderen Funktionen sind ohne Login verfügbar. Wer sich registriert und ein Benutzungskonto erstellt, kann zusätzliche Funktionen nutzen und sich am Korrigieren der Fehler beteiligen, die bei der automatischen Texterkennung entstehen.